# Noreena comana
Noreena comana är en fjärilsart som beskrevs av William Chapman Hewitson 1867. Noreena comana ingår i släktet Noreena och familjen juvelvingar. Inga underarter finns listade i Catalogue of Life.